# اوتیخوویتسه پود ستراژیشتیم
اوتیخوویتسه پود ستراژیشتیم (به چکی: Útěchovice pod Stražištěm) یک منطقهٔ مسکونی در جمهوری چک است که در شهرستان پلهرژیموف واقع شده‌است.
 اوتیخوویتسه پود ستراژیشتیم ۴٫۱۷ کیلومتر مربع مساحت و ۱۲۰ نفر جمعیت دارد و ۶۹۰ متر بالاتر از سطح دریا واقع شده‌است.